# Язиков, Виктор Григорьевич
Язиков Виктор Григорьевич (род. 8 мая 1950, дер. Бабка, Брянская область) — управляющий директора направления «Уран» группы компаний En+ Group.

## Биография
В 1972 г. окончил Томский политехнический институт по специальности «горный инженергеолог», учился на кафедре полезных ископаемых и геохимии редких элементов.
В 1972—1992 гг. работал в объединении «Волковгеология» (Казахстан), где прошел путь от геолога до гендиректора; в 1992—1993 гг. был президентом Казахской государственной корпорации предприятий атомной энергетики и промышленности; в 1993—1997 гг. — президентом Национальной акционерной компании КАТЭП (Казахстан).
- Депутат Верховного Совета Республики Казахстан XII созыва (1990—1993)

С октября 1997 г. был вице-президентом, первым вице-президентом «Казатомпрома».